# Hans Bänninger
Hans Bänninger (Zúrich, 17 de marzo de 1924-Zúrich, 22 de agosto de 2007) fue un jugador de hockey sobre hielo suizo, medallista en los Juegos Olímpicos de Sankt-Moritz 1948.

## Biografía
Disputó con el equipo suizo los Juegos Olímpicos de Sankt-Moritz y los de Oslo. Asimismo, participó en el Campeonato Mundial de 1950 y en el de 1951, en los que obtuvo sendas medallas de bronce. En lo referente a los clubes, jugó para los ZSC Lions a lo largo de toda su carrera.

## Juegos Olímpicos
| Medalla de bronce | Hockey sobre hielo |